# Cristallisation froide
 (juillet 2025).
Si vous disposez d'ouvrages ou d'articles de référence ou si vous connaissez des sites web de qualité traitant du thème abordé ici, merci de compléter l'article en donnant les références utiles à sa vérifiabilité et en les liant à la section « Notes et références ».
 (juillet 2025).
Motif : suite à discussion au projet Chimie : pas de sources secondaires centrées, pas d'intérêt à un article séparé compte tenu de l'existence de Cristallisation d'un polymère.
- Archive Wikiwix
- Bing
- Cairn
- DuckDuckGo
- E. Universalis
- Gallica
- Google
- G. Books
- G. News
- G. Scholar
- Persée
- Qwant
- (zh) Baidu
- (ru) Yandex
- (wd) trouver des œuvres sur Wikidata

| 1. | Préciser le motif de la pose du bandeau. | Précisez le motif de la pose du bandeau en utilisant la syntaxe suivante : {{admissibilité à vérifier\|date=juillet 2025\|motif=remplacez ce texte par le motif}}                           |
| 2. | Informer les utilisateurs concernés.     | Pensez à avertir le créateur de l'article, par exemple, en insérant le code ci-dessous sur sa page de discussion : {{subst:avertissement admissibilité à vérifier\|Cristallisation froide}} |

La cristallisation froide est visualisée à l'aide de l'analyse calorimétrique différentielle (en anglais : Differential scanning calorimetry, DSC). Ce phénomène n'est observé que pour des polymères dits semi-cristallins et survient pendant la première montée en température juste avant le pic de fusion.
Dans l'industrie, un polymère amorphe est créé en refroidissant très brutalement un polymère semi-cristallin à partir de l'état de fusion. Ce processus permet de limiter considérablement le taux de cristallinité.
Un apport de chaleur est ensuite nécessaire au polymère amorphe pour cristalliser les chaînes mal ordonnées.